# Variant cover
Nei fumetti, variant cover ("copertina alternativa", a volte chiamata anche variant edition "edizione alternativa") si riferisce all'albo di una serie a fumetti che viene stampato con copertine differenti, ciascuna con un'immagine di copertina unica.
Le variant cover divennero più comuni durante lo "Speculator Boom" degli anni 90, quando ci fu un incremento delle collezioni di fumetti, per poterli rivendere in futuro.

## Storia
Il primo fumetto ad essere venduto con una variant cover fu il primo albo di Man of Steel, che aveva due copertine differenti create da John Byrne: una rappresentava Superman a figura intera che mostrava la S rossa sul suo petto dopo aver aperto la camicia e sullo sfondo la navicella che lo aveva portato sulla Terra mentre lasciava Krypton; l'altra era un primo piano sulla S rossa sul petto di Superman.

### Lo "Speculator boom" degli anni 90
Come reazione al boom economico, gli editori di fumetti iniziarono a vendere albi specificatamente per i collezionisti. Sapendo che molti collezionisti comprano tutti gli albi che narrano le storie di un certo personaggio, gli editori iniziarono a pubblicare albi con copertine multiple e i collezionisti e gli speculatori ne comprarono a milioni.
X-Men n. 1, del 1991, è l'albo che ha venduto più copie al mondo, con una tiratura di oltre 8.1 milioni di copi e quasi $7 milioni incassati, stando alla proclamazione effettuata dal Guinness World Records durante il San Diego Comic-Con del 2010. Le vendite vennero in parte aumentate dalla pubblicazione di cinque variant cover, designate come n. 1A, n. 1B, n. 1C, n. 1D e n. 1E. Le prime quattro copertine mostravano differenti personaggi che, una volta allineate, componevano una singola immagine; la quinta copertina era una copertina pieghevole che combinava le altre quattro copertine.